# ラハティ交響楽団
ラハティ交響楽団（フィンランド語: Sinfonia Lahti）は、フィンランドのラハティ市・シベリウスホールに本拠を置くオーケストラである。

## 歴史
1910年に設立。1949年にラハティ市の管轄に入る。
1988年に首席指揮者に就任したオスモ・ヴァンスカにより、オーケストラ活動が活発になる。レパートリーの中心であるシベリウス作品のレコーディングは高く評価され、フィンランドの一地方オーケストラから国際的なシベリウス・オーケストラへと変貌した。
世界で初めて、シベリウスのヴァイオリン協奏曲や交響曲第5番、交響詩『エン・サガ』などの初稿版による演奏を録音している。ヴァイオリン協奏曲のCDは1991年に英グラモフォン賞を受賞、交響曲第5番および交響詩『エン・サガ』のCDは1996年に同じく英グラモフォン賞と仏カンヌ・クラシカル・ワードを受賞した。
1999年に初来日し、金沢・大阪・東京などで公演した。東京（すみだトリフォニーホール）では、4日間にわたりシベリウスの交響曲全曲演奏を行い、交響曲第5番の最終版に加えて初稿版による演奏も披露した。
ラハティ市の中心地にあるフェリックスクローンホールを本拠地としていたが、2000年3月、市の中心から徒歩20-30分程のヴェシヤルヴィにシベリウスホールが完成し、新たな本拠地とした。
2003年・2006年に再来日し、雑誌『音楽の友』誌上で、2003年のベスト・コンサート第1位に選ばれた。
シベリウス作品のほか、カヤヌスやラウタヴァーラの作品を録音している。また、1992年以降楽団のレジデンス・コンポーザーを務める、カレヴィ・アホの交響曲・管弦楽曲の録音を行っている。

シベリウス生誕150周年にあたる2015年に東京と札幌で公演、東京（東京オペラシティ）ではシベリウス交響曲全曲演奏を行った。

## 歴代首席指揮者
- マルッティ・シミラ（1951年–1957年）
- ウルポ・ペソネン（1959年–1978年）
- ヨウコ・サーリ（1978年-1984年）
- ウルフ・セーデルブロム（1985年–1988年）
- オスモ・ヴァンスカ（1988年–2008年）
- ユッカ＝ペッカ・サラステ（2008年-2011年）[2]
- オッコ・カム (2011年–2016年)[2]
- ディーマ・スロボデニューク（英語版） (2016年–2021年)[3]
- ダリア・スタセヴスカ（英語版）（2021–2025）[4][5]